# エスタディオ・アタナシオ・ヒラルド
エスタディオ・アタナシオ・ヒラルド (Estadio Atanasio Girardot) は、コロンビアの都市メデジンにある多目的スタジアム。
フットボル・プロフェシオナル・コロンビアーノに所属するアトレティコ・ナシオナルとインデペンディエンテ・メデジンの本拠地であるため、現在ほとんどの場合がサッカー場として使用される。

## 名前
スタジアムの名前である「アタナシオ・ヒラルド」とは19世紀頃に活躍したコロンビア人革命家の名前。シモン・ボリバルと共に戦った。